# The Slim Princess
The Slim Princess è un film muto del 1915 diretto da E.H. Calvert; dalla storia originale di George Ade fu tratto il musical The Slim Princess di Henry Blossom e Leslie Stuart. Il film fu girato a Washington (DC).
Nel 1920, ne venne fatto un rifacimento da Victor Schertzinger, The Slim Princess con Mabel Normand.

## Trama
A Morovenia, il grasso è considerato un'attrattiva e le donne grasse godono di grande considerazione per la loro bellezza. Così, a corte, l'atmosfera è cupa perché invece la principessa Kalora è troppo magra, nonostante gli sforzi di suo padre, Selim Malagaski, che cerca qualche rimedio a quel problema che pare senza soluzione, anche perché Kalora mangia in maniera smodata solo sottaceti. Quando il milionario americano Alexander H. Pike, innamorato di Kalora, lascia una rivista piena di donne sottili, belle ed eleganti, immagini che dovrebbero consolare Kalora, lo sguardo di suo padre si ferma su un annuncio per la cura della magrezza. Per provare il trattamento, manda allora la figlia a Washington, dove Kalora incontrerà nuovamente Pike. Di ritorno a Morovenia, il clima si distende e l'atmosfera si fa festosa, perché Pike riesce a ottenere la mano della magra principessa, concessagli finalmente da Selim Malagaski.

## Produzione
Il film fu prodotto dall'Essanay Film Manufacturing Company e venne girato a Washington D.C. La sceneggiatura si basa sul racconto The Slim Princess di George Ade, pubblicato in The Saturday Evening Post dal 24 novembre al 1º dicembre 1906 e dalla commedia musicale omonima, libretto di Henry Blossom, musica di Leslie Stuart, andata in scena al Globe Theatre di Broadway il 2 gennaio 1911.

## Distribuzione
Il copyright del film, richiesto dalla Essanay Film Mfg. Co., fu registrato il 2 dicembre 1914 con il numero LP3885. Distribuito dalla V-L-S-E, il film uscì nelle sale cinematografiche statunitensi il 24 maggio 1915.